# Corneilla-del-Vercol
Corneilla-del-Vercol är en kommun i departementet Pyrénées-Orientales i regionen Occitanien i södra Frankrike. Kommunen ligger i kantonen Elne som tillhör arrondissementet Perpignan. År 2022 hade Corneilla-del-Vercol 2 679 invånare.

## Befolkningsutveckling
Antalet invånare i kommunen Corneilla-del-Vercol
| Referens: INSEE |